# Creștin

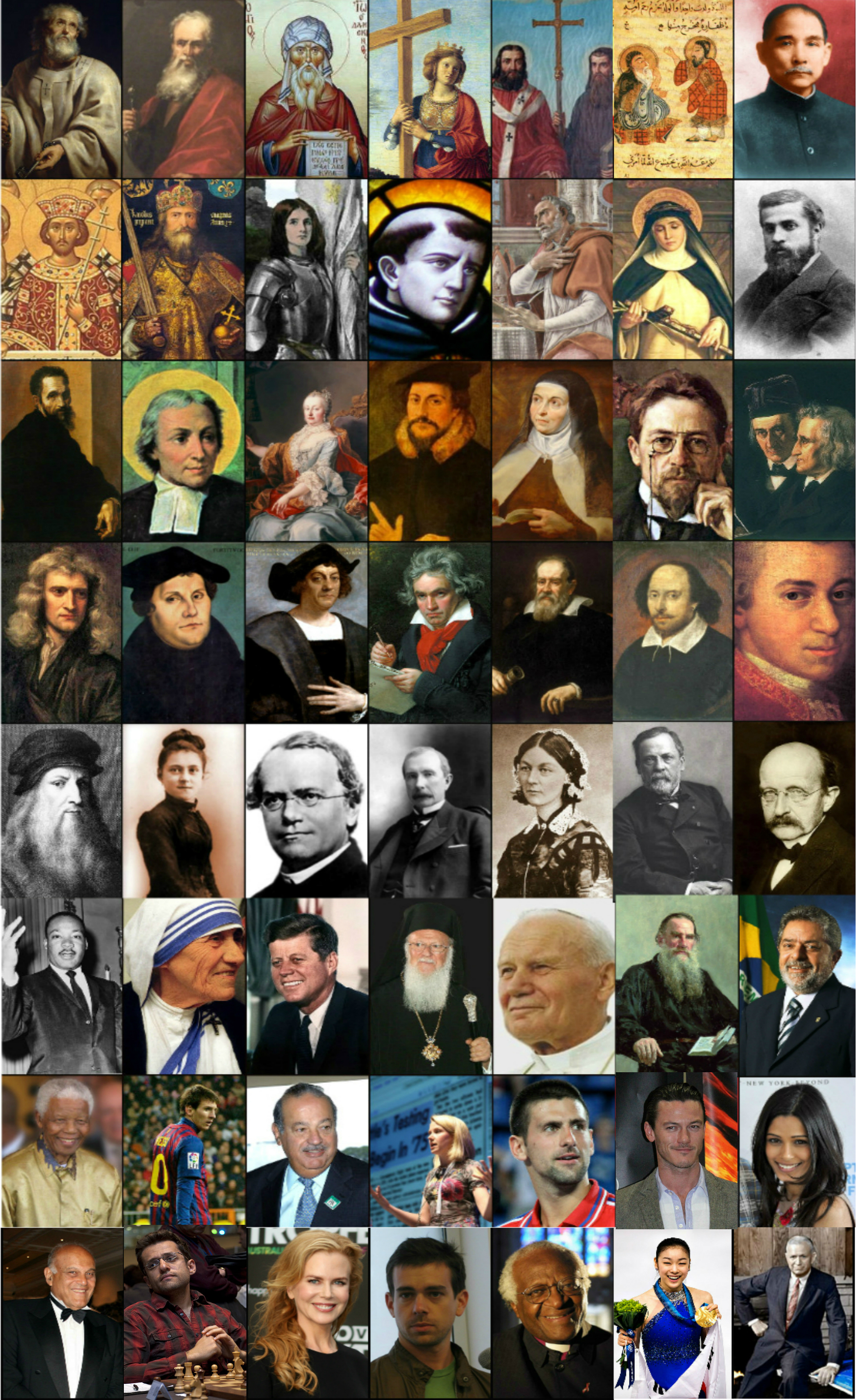
creștini celebri

Creștinul (din latină christianus) este un adept al creștinismului, o religie avraamică, monoteistă bazată pe viața și învățăturile lui Isus Cristos. Substantivul „creștin” este moștenit în română din   limba latină. În latină a pătruns din limba greacă comună, unde numele Christos („unsul”) este traducerea termenului ebraic Mesia.
Creștinii cred că Isus este profetul Mesia din Biblia ebraică. Majoritatea creștinilor cred în doctrina Sfintei Treimi, (Dumnezeu-Tatăl, Dumnezeu-Fiul și Sfântul Duh).

## Demografic
La începutul secolului XXI, Creștinismul avea aproximativ 2,1 miliarde de adepți.

Procentajul creștinilor pe golb

| Țara                    | Creștini    | % din populație |
| ----------------------- | ----------- | --------------- |
| Statele Unite (detalii) | 176,400,000 | 78.4%           |
| Brazilia (detalii)      | 174,700,000 | 90.4%           |
| Mexic (detalii)         | 105,095,000 | 94.5%           |
| Rusia (detalii)         | 99,775,000  | 70.3%           |
| Filipine (detalii)      | 90,530,000  | 92.4%           |
| Nigeria (detalii)       | 76,281,000  | 48.2%           |
| RD Congo (detalii)      | 68,558,000  | 95.6%           |
| China (detalii)         | 66,959,000  | 5.0%            |
| Italia (detalii)        | 55,070,000  | 91.1%           |
| Etiopia (detalii)       | 54,978,000  | 64.5%           |
| Germania (detalii)      | 49,400,000  | 59.9%           |
| Columbia (detalii)      | 44,502,000  | 97.6%           |
| Ucraina (detalii)       | 41,973,000  | 91.5%           |
| Africa de Sud (detalii) | 39,843,000  | 79.7%           |
| Argentina (detalii)     | 37,561,000  | 92.7%           |
| Polonia (detalii)       | 36,526,000  | 95.7%           |
| Spain (detalii)         | 35,568,000  | 77.2%           |
| Franța (detalii)        | 35,014,000  | 53.5%           |
| Kenya (detalii)         | 34,774,000  | 85.1%           |
| Uganda (detalii)        | 29,943,000  | 88.6%           |